# Epeolus minutus
Epeolus minutus är en biart som beskrevs av Radoszkowski 1888. Epeolus minutus ingår i släktet filtbin, och familjen långtungebin. Inga underarter finns listade i Catalogue of Life.